# Joseph de Riquet de Caraman Chimay (1808-1886)

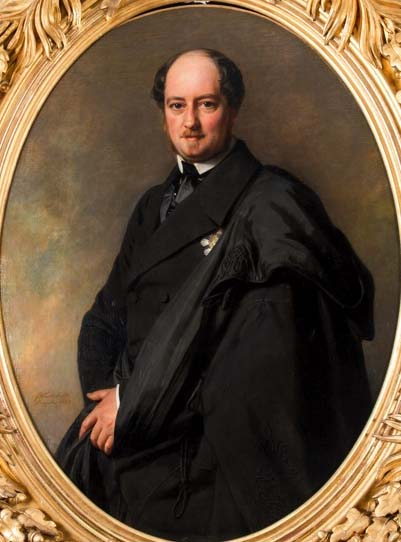
Joseph de Riquet de Caraman Chimay

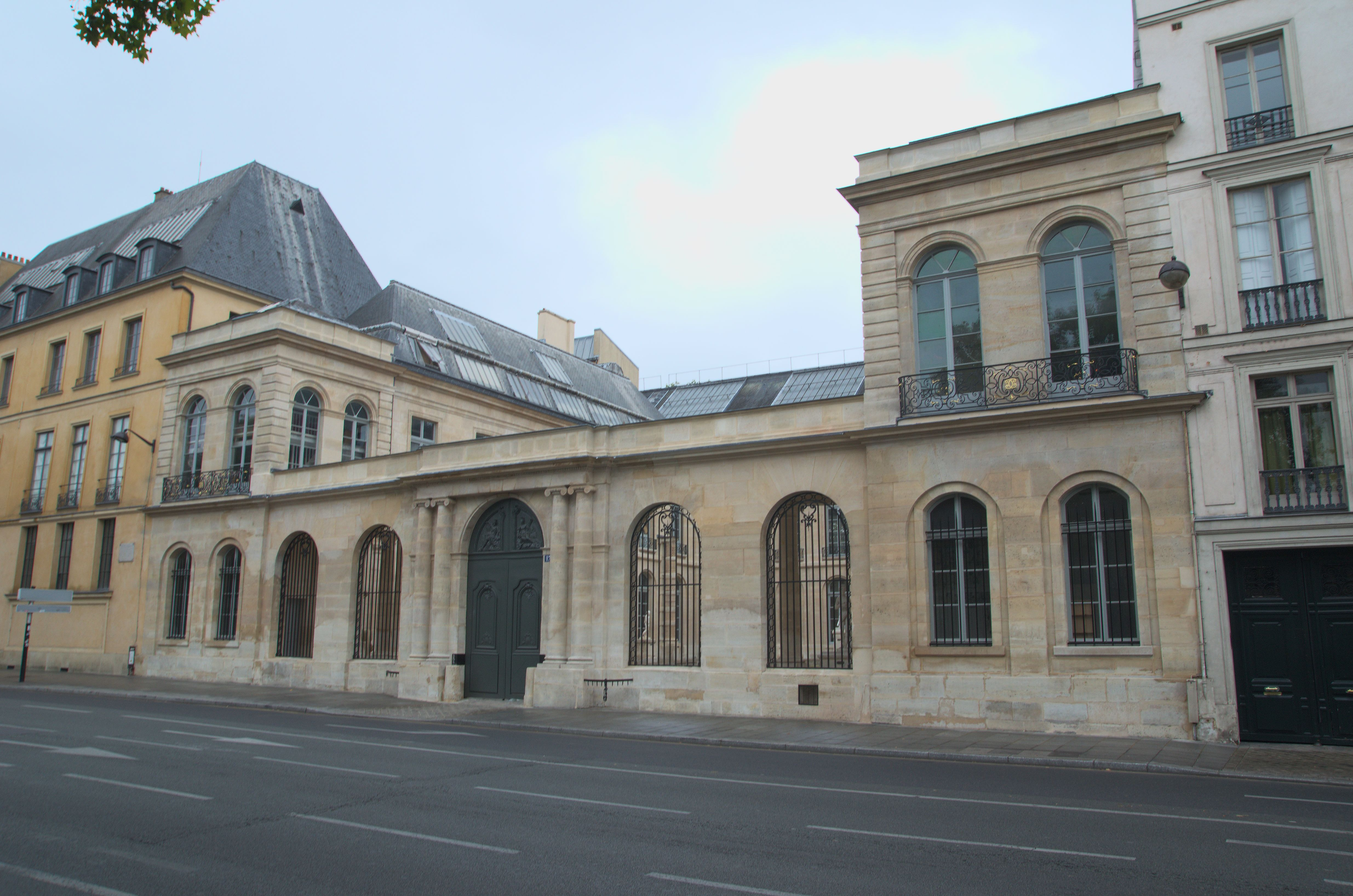
In 1852 kocht hij het Hôtel de Chimay in Parijs dat sinds 1883 de École nationale supérieure des beaux-arts huisvest

Joseph Philippe François de Riquet de Caraman Chimay, 17e prins van Chimay, prins de Caraman (Parijs, 20 augustus 1808 - Londen, 12 maart 1886) was een Belgisch politicus, diplomaat en burgemeester. 

## Biografie

### Familie
Joseph de Riquet de Caraman Chimay behoorde tot de prinselijke tak van de familie De Riquet de Caraman. Hij was een zoon van  François-Joseph de Riquet de Caraman Chimay, kamerheer van Willem I der Nederlanden, en Thérésia Cabarrus. Hij trouwde in 1830 in Parijs met Émilie de Pellapra (1806-1871), die beweerde een dochter van Napoleon Bonaparte te zijn. Ze kregen twee zoons en twee dochters, met afstammelingen tot heden.
Hij was een oom van Alphonse de Riquet de Caraman Chimay, volksvertegenwoordiger en Chimay.

### Loopbaan
Hij was buitengewoon gezant en gevolmachtigd minister in Den Haag (1839-1841), Frankfurt (1842-1843) en Rome (1846-1847). Daartussen was hij in 1841-1842 provinciegouverneur van Luxemburg. 
In 1843 werd hij verkozen tot katholiek volksvertegenwoordiger voor het arrondissement Thuin en vervulde dit mandaat tot in 1856. In Chimay was hij gemeenteraadslid (vanaf 1846), schepen (1848-1849) en burgemeester (1849-1866 en 1872-1876). 
Hij bekleedde bestuursfuncties in spoorwegmaatschappijen en koolmijnen, onder meer:
- voorzitter van de Compagnie du chemin de fer de Chimay,
- voorzitter van de Compagnie du chemin de fer du Centre,
- bestuurder van de Charbonnages de la Chartreuse et Violette,
- bestuurder van de Charbonnages du Nord du Bois de Boussu,
- bestuurder van de Compagnie des docks et entrepôts du Havre.

Ook zijn zoon Joseph de Riquet de Caraman Chimay ging in de politiek. Hij was provinciegouverneur van Henegouwen, volksvertegenwoordiger en minister van Buitenlandse Zaken. Zijn kleinzoon Joseph III de Riquet de Caraman Chimay was volksvertegenwoordiger.